# Cinnamodendron occhionianum
Cinnamodendron occhionianum är en tvåhjärtbladig växtart som beskrevs av Fábio de Barros och J.Salazar. Cinnamodendron occhionianum ingår i släktet Cinnamodendron och familjen Canellaceae. Inga underarter finns listade.